# Batalla naval (juego)

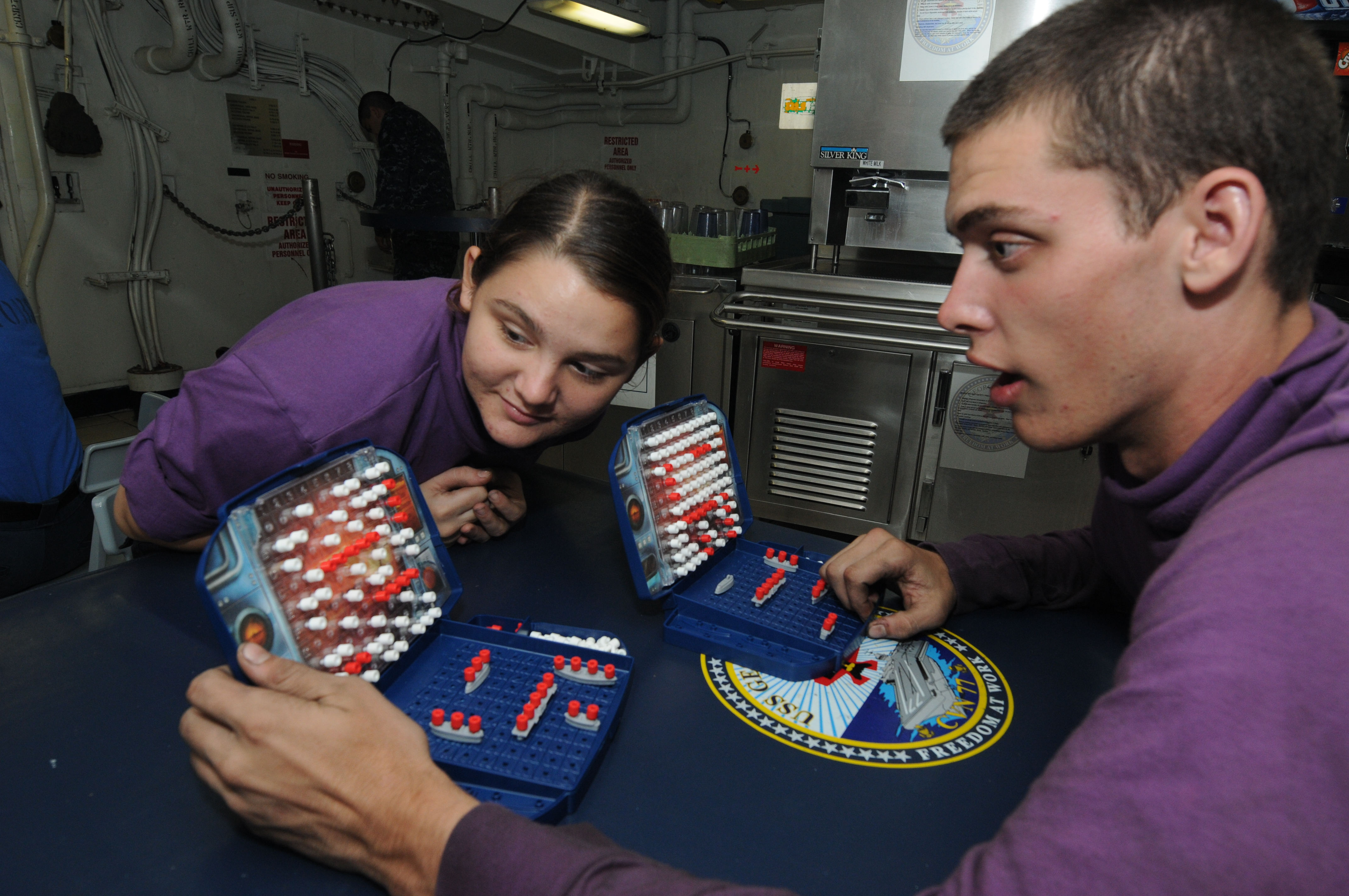
Dos miembros de la Armada de los Estados Unidos jugando.

La batalla naval (juego de los barquitos o hundir la flota, nombre con el que se comercializó en España el juego de mesa; Hundiendo barquitos en algunos lugares de Hispanoamérica), del nombre en inglés "Battleship" , es un juego tradicional de estrategia y algo de suerte, que involucra a dos participantes.
Se ha comercializado como juego de mesa en distintos formatos por varias marcas. El primero en sacarlo al mercado fue Milton Bradley Company, en 1931, y se jugaba con lápiz y papel. En 2012 se estrenó una película basada en el juego, titulada en inglés Battleship.

## Descripción

### Tableros
Los jugadores manejan un tablero de océano y un tablero de tiro; cada uno divididos en casillas. Cada tablero representa una zona diferente del mar abierto: la propia y la contraria. En el primer tablero, el jugador coloca sus barcos y registra los «tiros» del oponente; en el otro, se registran los tiros propios contra el otro jugador, diferenciando los impactos y los que dan al agua.

### Naves
Al comenzar, cada jugador posiciona sus barcos en el primer tablero, de forma secreta, invisible al oponente.
Cada quien ocupa, según sus preferencias, una misma cantidad de casillas, horizontal y/o verticalmente, las que representan sus naves. Ambos participantes deben ubicar igual número de naves, por lo que es habitual, antes de comenzar, estipular de común acuerdo la cantidad y el tamaño de las naves que se posicionarán en el tablero. Así, por ejemplo, cinco casillas consecutivas conforman un portaaviones; cuatro, un buque; tres, un submarino; dos, un crucero; y una casilla aislada, una lancha. Los participantes podrían convenir, por ejemplo, colocar, cada uno, dos portaaviones, tres buques y cinco lanchas. No se podrán colocar barcos pegados entre sí.

### Desarrollo del juego
Una vez todas las naves han sido posicionadas, se inicia una serie de rondas. En cada ronda, cada jugador en su turno «dispara» hacia la flota de su oponente indicando una posición (las coordenadas de una casilla), la que registra en el segundo tablero. Si esa posición es ocupada por parte de un barco contrario, el oponente cantará ¡Averiado! (¡Toque!, ¡Tocado! o ¡Impacto!) si todavía quedan partes del barco (casillas) sin dañar, o ¡Hundido! si con ese disparo la nave ha quedado totalmente destruida (esto es, si la acertada es la última de las casillas que conforman la nave que quedaba por acertar). El jugador que ha tocado un barco en su anterior jugada, volverá a disparar hasta que falle. Si la posición indicada no corresponde a una parte de barco alguno, cantará ¡Agua!.
Cada jugador referenciará en ese segundo tablero, de diferente manera y a su conveniencia, los disparos que han caído sobre una nave oponente y los que han caído al mar: en la implementación del juego con lápiz y papel, pueden señalarse con una cruz los tiros errados y con un círculo los acertados a una nave, o con cuadrados huecos y rellenos, como se ve en la imagen. En la versión con pizarras, se utilizan pines de un color para los aciertos y de otro para las marras.

### Fin de la batalla (fin del juego)
El juego puede terminar con un ganador o en empate:
- Hay ganador: quien destruya primero todas las naves de su oponente será el vencedor (como en tantos otros juegos en los que se participa por turnos, en caso de que el participante que comenzó la partida hunda en su última jugada el último barco de su oponente que quedaba a flote, el otro participante tiene derecho a una última posibilidad para alcanzar el empate, a un último disparo que también le permita terminar de hundir la flota contraria, lo que supondría un empate);

- Empate: si bien lo habitual es continuar el juego hasta que haya un ganador, el empate también puede alcanzarse si, tras haber disparado cada jugador una misma cantidad de tiros fija y predeterminada (como una variante permitida en el juego), ambos jugadores han acertado en igual número de casillas contrarias.

## Implantación
Dentro de sus formas de implantarse se pueden encontrar:
- Papel y lápiz
- Pizarras con pines
- Red de computadoras

## Variaciones
Pueden implementarse muchas variantes, dentro de las que se encuentran el tamaño en cuadrículas de los tableros, la cantidad y el tamaño de los barcos, la posibilidad de ubicarlos diagonalmente, la cantidad de tiros permitidos, la forma de disparar (de a uno o en ráfaga [equis tiros consecutivos por turno]), etc. Se pueden acordar reglas tanto para simplificar el juego como para complicarlo.